# Giulio Viotti
Giulio Viotti (Casale Monferrato, Alessandria, 1845 - Turin, 1877) est un peintre italien, principalement de sujets orientalistes et  historiques.

## Biographie
Après des études de droit, il se tourne vers l'art, étudiant à l'Accademia Albertina de Turin. puis se rend à Rome où il est l'élève d'Andrea Castaldi. Il a été influencé par Mariano Fortuny le peintre. En 1873, il remporte une médaille à Vienne. Une liste d'œuvres comprend Varallo Sesia (1873), le Portrait de Ferdinand Rossaro (1870), et une peinture intitulée Figure Féminine (1873). Il fréquente les peintres de l' École de Rivara. Il fréquente avec les peintres de l'école de Rivara. Il a participé à la décoration de la fresque du Sanctuaire de Belmonte, à Canavese.